# ブレイデン・ビショップ
ブレイデン・アダム・ビショップ（Braden Adam Bishop, 1993年8月22日 - ）は、 アメリカ合衆国カリフォルニア州ウッドランド出身のプロ野球選手（外野手）。右投右打。現在は、 フリーエージェント（FA）。
弟のハンター・ビショップもプロ野球選手（外野手）である。

## 経歴

### プロ入り前
2012年のMLBドラフト36巡目（全体1109位）でアトランタ・ブレーブスから指名されたが、この時は入団せずにワシントン大学へ進学した。

### プロ入りとマリナーズ時代
2015年のMLBドラフト3巡目（全体94位）でシアトル・マリナーズから指名され、プロ入り。契約後、傘下のA-級エバレット・アクアソックスでプロデビュー。56試合に出場して打率.320、2本塁打、22打点、13盗塁を記録した。 
2016年はA級クリントン・ランバーキングス
とA+級ベーカーズフィールド・ブレイズでプレーし、2球団合計で104試合に出場して打率.273、3本塁打、43打点、8盗塁を記録した。 
2017年はA+級モデスト・ナッツとAA級アーカンソー・トラベラーズでプレーし、119試合に出場して打率.306、3本塁打、43打点、22盗塁を記録した。オフにはアリゾナ・フォールリーグに参加し、ピオリア・ハベリーナズに所属した。
2018年にMLB.comが発表したプロスペクトランキングでは、マリナーズの組織内で5位にランクインした。シーズンではAA級アーカンソーでプレーし、84試合に出場して打率.284、8本塁打、33打点、5盗塁を記録した。 オフの11月16日にルール・ファイブ・ドラフトでの流出を防ぐために40人枠入りした。
2019年はMLB日本開幕戦のロースターに入り、マリナーズの選手の一員として訪日している。3月21日のオークランド・アスレチックス戦（東京ドーム）の8回裏、イチローに代わって守備（中堅手）に就いてメジャーデビュー。この年はMLBで27試合に出場して打率.107、4打点を記録した。
2021年5月13日にDFAとなった。

### ジャイアンツ傘下時代
2021年5月17日にウェイバー公示を経てサンフランシスコ・ジャイアンツへ移籍した。移籍後は傘下のAAA級サクラメント・リバーキャッツへ配属されたが、出場が無いまま5月22日にスコット・カズミアーをアクティブ・ロースター入りさせる関係でDFAとなった。5月26日にマイナー契約となった（そのままAAA級サクラメントに配属）。

## プレースタイル
平均以上の走力と守備力を備えており、守備範囲の広さとジャンプ力もあるため中堅手として期待されている。打撃では長打力にやや欠け、クリーンナップへのつなぎ役になると見られている。

## 詳細情報

### 年度別打撃成績
| 年 度    | 球 団    | 試 合 | 打 席 | 打 数 | 得 点 | 安 打 | 二 塁 打 | 三 塁 打 | 本 塁 打 | 塁 打 | 打 点 | 盗 塁 | 盗 塁 死 | 犠 打 | 犠 飛 | 四 球 | 敬 遠 | 死 球 | 三 振 | 併 殺 打 | 打 率 | 出 塁 率 | 長 打 率 | O P S |
| -------- | -------- | ----- | ----- | ----- | ----- | ----- | -------- | -------- | -------- | ----- | ----- | ----- | -------- | ----- | ----- | ----- | ----- | ----- | ----- | -------- | ----- | -------- | -------- | ----- |
| 2019     | SEA      | 27    | 60    | 56    | 3     | 6     | 0        | 0        | 0        | 6     | 4     | 0     | 0        | 1     | 0     | 3     | 0     | 0     | 21    | 0        | .107  | .153     | .107     | .260  |
| 2020     | SEA      | 12    | 34    | 30    | 2     | 5     | 2        | 0        | 0        | 7     | 4     | 1     | 0        | 1     | 0     | 2     | 0     | 1     | 10    | 0        | .167  | .242     | .233     | .476  |
| 2021     | SEA      | 8     | 5     | 4     | 1     | 1     | 0        | 0        | 0        | 1     | 0     | 0     | 0        | 1     | 0     | 0     | 0     | 0     | 2     | 0        | .250  | .250     | .250     | .500  |
| MLB：3年 | MLB：3年 | 47    | 99    | 90    | 6     | 12    | 2        | 0        | 0        | 14    | 8     | 1     | 0        | 3     | 0     | 5     | 0     | 1     | 33    | 0        | .133  | .188     | .156     | .343  |

- 2021年度シーズン終了時

### 年度別守備成績
| 年 度 | 球 団 | 左翼（LF） | 左翼（LF） | 左翼（LF） | 左翼（LF） | 左翼（LF） | 左翼（LF） | 中堅（CF） | 中堅（CF） | 中堅（CF） | 中堅（CF） | 中堅（CF） | 中堅（CF） | 右翼（RF） | 右翼（RF） | 右翼（RF） | 右翼（RF） | 右翼（RF） | 右翼（RF） |
| 年 度 | 球 団 | 試 合      | 刺 殺      | 補 殺      | 失 策      | 併 殺      | 守 備 率   | 試 合      | 刺 殺      | 補 殺      | 失 策      | 併 殺      | 守 備 率   | 試 合      | 刺 殺      | 補 殺      | 失 策      | 併 殺      | 守 備 率   |
| ----- | ----- | ---------- | ---------- | ---------- | ---------- | ---------- | ---------- | ---------- | ---------- | ---------- | ---------- | ---------- | ---------- | ---------- | ---------- | ---------- | ---------- | ---------- | ---------- |
| 2019  | SEA   | 4          | 7          | 1          | 0          | 0          | 1.000      | 20         | 34         | 0          | 0          | 0          | 1.000      | 1          | 0          | 0          | 0          | 0          | ----       |
| 2020  | SEA   | 2          | 0          | 0          | 0          | 0          | ----       | 3          | 4          | 0          | 0          | 0          | 1.000      | 8          | 15         | 0          | 0          | 0          | 1.000      |
| MLB   | MLB   | 6          | 7          | 1          | 0          | 0          | 1.000      | 23         | 38         | 0          | 0          | 0          | 1.000      | 9          | 15         | 0          | 0          | 0          | 1.000      |

- 2020年度シーズン終了時

### 背番号
- 5（2019年 - 2021年）